# 天使のささやき (ペトゥラ・クラークの曲)
「天使のささやき」（英語: Don't Sleep in the Subway）は、1967年に全米チャート5位を獲得したペトゥラ・クラークのヒット曲。トニー・ハッチの作品。イギリスでも最高位12位を記録したミディアム・テンポの作品。

## 解説
1967年「愛のセレナーデ」に次いで連続トップ10を記録した作品で、トニー・ハッチがジャッキー・トレントを作詞家と起用してのヒットであった。当時2人はパイ・レコードのアーティストに多数の作品を提供していた。トニー・ハッチはイギリスのバート・バカラックとも呼ばれ、ソング・ライターとして頭角を高めていた。後日談では、クラークの夫クロード・ウォルフは映画『伯爵夫人』のテーマ曲である「愛のセレナーデ」で編曲者にアーニー・フリーマンを起用し、路線変更を図るかに見えたが、プライドを捨てこの作品では再びハッチ＝トレントに戻し成功に導いたとされる。日本でもこの作品はかなり注目され、イージー・リスニング・チャートでは第1位を記録した。

## カバー
- フランク・シナトラ（1967年）
- レイ・コニフ（1968年）
- パーシー・フェイス（1968年）
- アール・グラント（1968年）